# Rondenbos
Le château Rondenbos, également connu comme château Bosquet, est un château de style éclectique situé à Alsemberg, une section de la commune belge de Beersel, en Région flamande dans la province du Brabant flamand.
Le château est construit par Frans Bosquet de 1903 à 1909.  Depuis 1974 il sert d'hôtel de ville de la commune de Beersel. L'édifice est situé dans un parc spacieux de conception paysagère typique du début du XXe siècle.

## Histoire
Le château Bosquet est construit de 1903 à 1909 par le marchand de bois anversois Frans Bosquet. En 1912, le site est agrandi en achetant le terrain situé au coin de la chaussée d'Alsemberg et de la Beukenbosstraat où se trouvait l'auberge 'De Keizer', qui existait au moins depuis 1749. En 1914, l'auberge est remplacée par la maison du gardien avec des écuries et une porte d'entrée. Après la Première Guerre mondiale, la propriété change plusieurs fois de propriétaire pour devenir la propriété de la famille Eloy de Bruxelles en 1933. La propriété est habitée jusqu'en 1939. Elle est ensuite utilisée par les soldats allemands puis par les Britanniques pendant la Seconde Guerre mondiale. En 1946, elle est utilisée par la Jeunesse ouvrière chrétienne (en néerlandais : KAJ). La commune d'Alsemberg rachète le domaine en 1973 et l'année suivante, il est transformé en maison communale. Il a été agrandi en 1993-1994 pour offrir plus d'espace aux services communaux et une deuxième extension est réalisée en 2002 avec notamment un amphithéâtre construit sur le toit du nouveau bâtiment. Les agrandissements ont été en grande partie réalisés sous terre dans les caves et autour des fondations du château, les murs extérieurs et les voûtes en creux étant intégrés dans les nouveaux bureaux.
Le domaine a une superficie actuelle de près de sept hectares.

## Sources
- « Kasteel Rondenbos », Joeri Mertens, 2017, site inventaris.onroerenderfgoed.be